# Caryodendron janeirense
Caryodendron janeirense är en törelväxtart som beskrevs av Johannes Müller Argoviensis. Caryodendron janeirense ingår i släktet Caryodendron och familjen törelväxter. Inga underarter finns listade i Catalogue of Life.